# خوزه روبرتو لوسینی
خوزه روبرتو لوسینی (به پرتغالی: José Roberto Lucini) مدافع اهل برزیل است که در شهر Francisco Beltrão و در تاریخ ۳۱ مهٔ ۱۹۸۱ به دنیا آمده‌است.
خوزه روبرتو لوسینی در تیم‌های فوتبال SER Santo Ângelo سابقهٔ حضور دارد.